# کتسکیل (شهرک)، نیویورک
کتسکیل (به انگلیسی: Catskill) یک منطقهٔ مسکونی در ایالات متحده آمریکا است که در شهرستان گرین، نیویورک واقع شده‌است. کتسکیل ۱۶۶٫۱۹ کیلومتر مربع مساحت و ۶٬۶۷۰ نفر جمعیت دارد.